# Mponeng

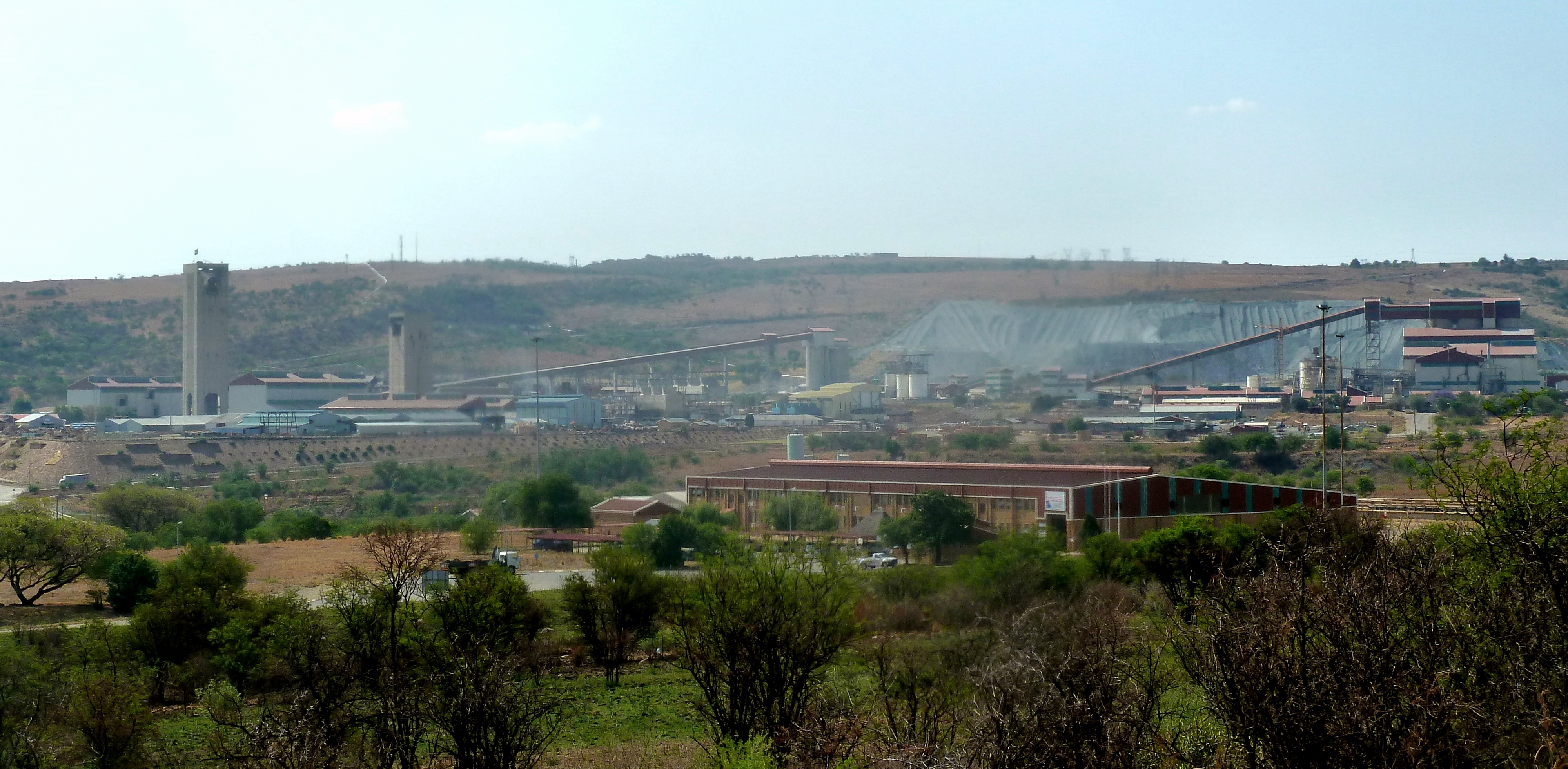
Povrchová část dolu v roce 2017

Mponeng je hlubinný zlatý důl, který se nachází v jihoafrické provincii Gauteng. Důl zasahuje až do hloubky 4,22 km pod zemský povrch, čímž je nejhlubším na světě, v roce 2021 těžba probíhala v hloubkách 3,16 až 3,84 km. Důl byl uveden do provozu v roce 1986. Vlastní a provozuje ho jihoafrická společnost Harmony Gold. V roce 2021 odhadovala, že těžba v dole bude probíhat minimálně osm dalších let, když důl produkuje asi 250 tis. uncí zlata za rok.
Teplota horniny ve 4 km pod povrchem dosahuje až 66 °C. Důl je chlazen ledem přiváděným z povrchu tak, aby teplota vzduchu v dole nepřesahovala 30 °C. Sestup do dolu trvá přes hodinu.
Ruda z dolu je dopravována do nedalekého zpracovatelského závodu, kde probíhá její kyanidové loužení. Zlato je pak získáváno pomocí CIP procesu. Zpracovatelský závod má kapacitu 160 tis. tun rudy za měsíc. V roce 2019 důl i závod zaměstnávaly přes 5 tis. zaměstnanců.
Ve vzorcích důlní vody z hloubky 2,8 km v roce 2008 vědci objevil bakterii Desulforudis audaxviator.